# Гибсън Гоуленд
Гибсън Гоуленд (на английски: Gibson Gowland) е английски актьор.

## Биография
Роден е в Спенмур, графство Дърам на 4 януари 1877 година. Работи като моряк, живее известно време в Южна Африка.
През 1913 година се установява в Холивуд, където започва да работи като актьор в зараждащата се филмова индустрия. Става известен с участието си във филми като „Алчност“ („Greed“, 1924) и „Фантомът от Операта“ („The Phantom of the Opera“, 1925).
Гибсън Гоуленд умира на 9 септември 1951 година в Лондон.